# San Benedetto (Cascina)
San Benedetto (già San Benedetto a Settimo) è una località del comune italiano di Cascina, nella provincia di Pisa, in Toscana.

## Geografia fisica
San Benedetto è situato nella piana dell'Arno e si sviluppa lungo la strada statale 67 Tosco-Romagnola tra Pisa e Cascina, a pochi metri dalla riva sinistra dell'Arno. La frazione si trova inglobata nel tessuto della vasta area urbana di Pisa e confina senza soluzione di continuità con le frazioni di San Frediano a Settimo e Marciana.
La frazione dista meno di 3 km dal capoluogo comunale e circa 15 km da Pisa.

## Storia
Il borgo di San Benedetto ha origini alto-medievali: il primo documento che menziona la località risale al 30 giugno 861, quando il vescovo di Lucca Berengario acquistò questo territorio – insieme alla chiesa di San Michele alla Verruca – da Eriprando di Ildebrando Aldobrandeschi, cedendo a sua volta alcuni terreni nei pressi di Roselle in Maremma. Le possessioni della chiesa di San Benedetto a Settimo furono poi allivellate dal vescovo Pietro a due fratelli nativi di Feruniano (Forcoli), come si legge in un documento rogato a Lucca il 6 maggio 911.
La frazione contava 658 abitanti nel 1833.

## Monumenti e luoghi d'interesse

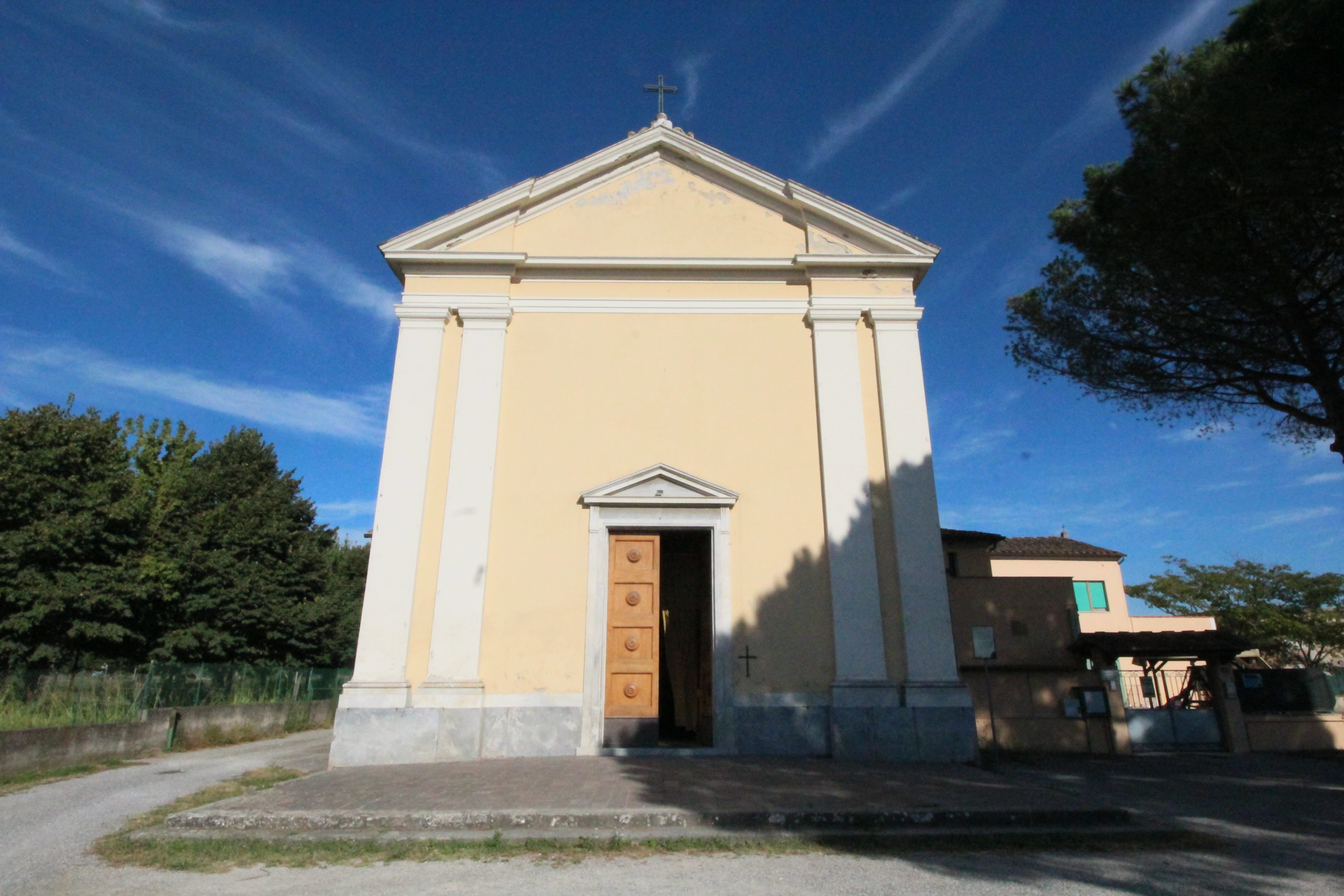
La chiesa di San Benedetto

### Architetture religiose
- Chiesa di San Benedetto,[1] nota anche come chiesa della Madonna del Piano,[6] fu costruita tra il 1535 e il 1540,[6] andando a sostituire l'antica chiesa altomedievale attestata all'861,[4] situata originariamente nel punto dove oggi si trova il cimitero della frazione.[6] L'interno custodisce opere pittoriche e scultoree di grande rilievo, tra cui una tavoletta trecentesca della Madonna del Piano[1] ed un interessante paliotto d'alabastro con bassorilievi del XIV secolo, proveniente dall'Inghilterra,[1][5] di cui esistono in Italia solo altri tre esempi analoghi (a Ferrara, Napoli e Venezia)[5][6]. Tra le altre, una colonna romana con capitello, una campana del XIII secolo, e dipinti di Francesco Neri da Volterra (XIV secolo) e di Pier Francesco Foschi (XVI secolo).[1]

### Architetture civili
- Palazzo Bertini, o Braca-Carmignani,[5] situato sulla via Tosco-Romagnola, è stato costruito nel 1851 e si tratta di un pregevole esempio di abitazione padronale in stile neoclassico.
- Palazzo Grossi-Marcacci, tipico palazzo settecentesco con facciata decorata da gentilizio, si trova sulla via Tosco-Romagnola poco distante da palazzo Bertini.[5]